# Iakob Kajaia
 (mai 2019).
Si vous disposez d'ouvrages ou d'articles de référence ou si vous connaissez des sites web de qualité traitant du thème abordé ici, merci de compléter l'article en donnant les références utiles à sa vérifiabilité et en les liant à la section « Notes et références ».
Iakob Kajaia (en géorgien : იაკობ ქაჯაია, né le 28 septembre 1993 à Tskaltubo) est un lutteur géorgien de gréco-romaine. Il est le frère du lutteur Mihail Kajaia.

## Carrière
Il est médaillé de bronze des moins de 130 kg aux Championnats d'Europe de lutte 2018, médaillé d'argent dans la même catégorie aux  Championnats d'Europe de lutte 2019, médaillé d'or des moins de 130 kg aux Jeux européens de 2019 à Minsk, puis médaillé de bronze aux  Championnats du monde de lutte 2019, puis médaillé d'argent des moins de 130 kg aux Championnats d'Europe de lutte 2021.
Il remporte la médaille d’argent aux Jeux olympiques de Tokyo en 2021 dans la catégorie des moins de 130 kg. La même année, il est médaillé de bronze aux  Championnats du monde dans la même catégorie.